# Сплюшка кубинська
Сплюшка кубинська (Margarobyas lawrencii) — вид хижих птахів родини совових (Strigidae). Ендемік Куби.

## Поширення
Вид поширений на острові Куба та сусідньому острові Хувентуд. Природними місцями існування є сухі ліси, низинні вологі ліси та сильно деградовані колишні ліси. Особливо віддає перевагу насадженням пальм.

## Опис
Маленька сова, завдовжки від 20 до 23 сантиметрів і вагою близько 80 г. Оперення зверху коричневе з чорнуватими плямами на тімені та шиї. Груди плямисто-білі, шия і горло розмиті бежево-коричневі, крила мають вузькі смуги білого кольору. Черево кремово-біле з матово-жовтим нальотом і має темні краплеподібні лінії. Брови яскраво білі, очі карі, дзьоб і восковиця сірувато-жовті. Довгі ноги і пальці неоперені, жовтувато-коричневі, кігті рогового кольору з темним кінчиком.

## Спосіб життя
Веде нічний спосіб життя. Поживу шукає на землі. Харчується, в основному, комахами та іншими членистоногими. Рідше їсть жаб, змій і дрібних птахів. Гніздиться в порожнинах: їм потрібні або дупла дятла (особливо в пальмах), або природні отвори в деревах чи тріщинах скель. Про їхню екологію розмноження відомо небагато, але період розмноження триває з січня по червень. Середній розмір кладки становить два яйця, які висиджує самиця.